# 周傳誦
周傳誦（？—？），字淑遠，陝西西安府咸寧縣人，西安左衛籍，明朝政治人物。

## 生平
萬曆十七年（1589年）己丑科進士。歷山西參政，陞河南按察使。官至湖廣左布政使。

## 家族
父周宇。